# Lista de espécies de Emilia
Esta é uma lista de espécies aceites pertencentes ao género Emilia Cass. Cass.
| - Emilia abyssinica (Sch.Bip. ex A.Rich.) C.Jeffrey - Emilia adamagibaensis Mesfin & Beentje - Emilia adscendens DC. - Emilia alstonii Fosberg - Emilia ambifaria(S.Moore) C.Jeffrey - Emilia arvensis Mesfin & Beentje - Emilia aurita C.Jeffrey - Emilia baberka (Hutch.) C.Jeffrey - Emilia baldwinii Fosberg - Emilia bampsiana Lisowski - Emilia basifolia Baker - Emilia bathiei Humbert - Emilia baumii (O.Hoffm.) S.Moore - Emilia bellioides (Chiov.) C.Jeffrey - Emilia bianoensis Lisowski - Emilia brachycephala (R.E.Fr.) C.Jeffrey - Emilia caespitosa Oliv. - Emilia capillaris Humbert - Emilia cenioides C.Jeffrey - Emilia chiovendeana (Muschl.) Lisowski - Emilia citrina DC. - Emilia coccinea (Sims) G.Don - Emilia coloniaria (S.Moore) C.Jeffrey - Emilia crepidioides Garab. - Emilia crispata C.Jeffrey - Emilia cryptantha C.Jeffrey - Emilia debilis S.Moore - Emilia decaryi Humbert - Emilia decipiens C.Jeffrey | - Emilia discifolia (Oliv.) C.Jeffrey - Emilia djalonensis Lisowski - Emilia duvigneaudii Lisowski - Emilia emilioides (Sch.Bip.) C.Jeffrey - Emilia exserta Fosberg - Emilia fallax (Mattf.) C.Jeffrey - Emilia flaccida C.Jeffrey - Emilia flammea Cass. - Emilia fosbergii Nicolson - Emilia fugax C.Jeffrey - Emilia gaudichaudii Gagnep. - Emilia gossweileri (S.Moore) C.Jeffrey - Emilia graminea DC. - Emilia guineensis Hutch. & Dalziel - Emilia hantamensis J.C.Manning & Goldblatt - Emilia helianthella C.Jeffrey - Emilia herbacea Mesfin & Beentje - Emilia hiernii C.Jeffrey - Emilia hockii (De Wild. & Muschl.) C.Jeffrey - Emilia homblei (De Wild.) C.Jeffrey - Emilia humifusa DC. - Emilia infralignosa Humbert - Emilia integrifolia Baker - Emilia irregularibracteata (De Wild.) C.Jeffrey - Emilia javanica (Burm.f.) C.B.Rob. - Emilia jeffreyana Lisowski - Emilia juncea Robyns - Emilia kasaiensis Lisowski - Emilia khaopawtaensis H.Koyama | - Emilia kilwensis C.Jeffrey - Emilia kivuensis (Muschl.) C.Jeffrey - Emilia lejolyana Lisowski - Emilia leptocephala (Mattf.) C.Jeffrey - Emilia leucantha C.Jeffrey - Emilia libeniana Lisowski - Emilia limosa (O.Hoffm.) C.Jeffrey - Emilia lisowskiana C.Jeffrey - Emilia longifolia C.Jeffrey - Emilia longipes C.Jeffrey - Emilia longiramea (S.Moore) C.Jeffrey - Emilia lopollensis (Hiern) C.Jeffrey - Emilia lubumbashiensis Lisowski - Emilia lyrata (Cass.) C.Jeffrey - Emilia malaisseana Lisowski - Emilia marlothiana (O.Hoffm.) C.Jeffrey - Emilia mbagoi Beentje & Mesfin - Emilia micrura C.Jeffrey - Emilia moutsamboteana Lisowski - Emilia myriocephala C.Jeffrey - Emilia negellensis Mesfin & Beentje - Emilia pammicrocephala (S.Moore) C.Jeffrey - Emilia parnassiifolia (De Wild. & Muschl.) S.Moore - Emilia perrieri Humbert - Emilia petitiana Lisowski - Emilia pinnatifida Merr. - Emilia praetermissa Milne-Redh. - Emilia prenanthoidea DC. - Emilia protracta S.Moore | - Emilia pseudactis C.Jeffrey - Emilia pumila DC. - Emilia ramulosa Gamble - Emilia rehmanniana Lisowski - Emilia rigida C.Jeffrey - Emilia robynsiana Lisowski - Emilia scabra DC. - Emilia schmitzii Lisowski - Emilia serpentina Mesfin & Beentje - Emilia serrata Humbert - Emilia shabensis Lisowski - Emilia simulans C.Jeffrey - Emilia somalensis (S.Moore) C.Jeffrey - Emilia sonchifolia (L.) DC. ex DC. - Emilia speeseae Fosberg - Emilia subscaposa Lisowski - Emilia tenellula (S.Moore) C.Jeffrey - Emilia tenera (O.Hoffm.) C.Jeffrey - Emilia tenuipes C.Jeffrey - Emilia tenuis C.Jeffrey - Emilia tessmanii (Mattf.) C.Jeffrey - Emilia transvaalensis (Bolus) C.Jeffrey - Emilia tricholepis C.Jeffrey - Emilia ukambensis (O.Hoffm.) C.Jeffrey - Emilia ukingensis (O.Hoffm.) C.Jeffrey - Emilia vanmeelii Lawalrée - Emilia violacea Cronquist - Emilia zairensis Lisowski - Emilia zeylanica C.B.Clarke |